# سینت جرج آیلند (مریلند)
سینت جرج آیلند (به انگلیسی: St. George Island) شهری در ایالت مریلند کشور ایالات متحده آمریکا است که جمعیت آن در سرشماری سال ۲۰۱۰ میلادی، ۲۵۷ نفر بوده‌است.